# شورک (شوسف)
شورک یک روستا در ایران است که در بخش شوسف شهرستان نهبندان در استان خراسان جنوبی واقع شده‌است.

## جمعیت
این روستا در دهستان شوسف قرار دارد و براساس سرشماری مرکز آمار ایران در سال ۱۳۸۵، جمعیت آن ۴۷ نفر (۹ خانوار) بوده‌است.